# Patinação artística nos Jogos Olímpicos de Inverno de 1928 - Individual masculino

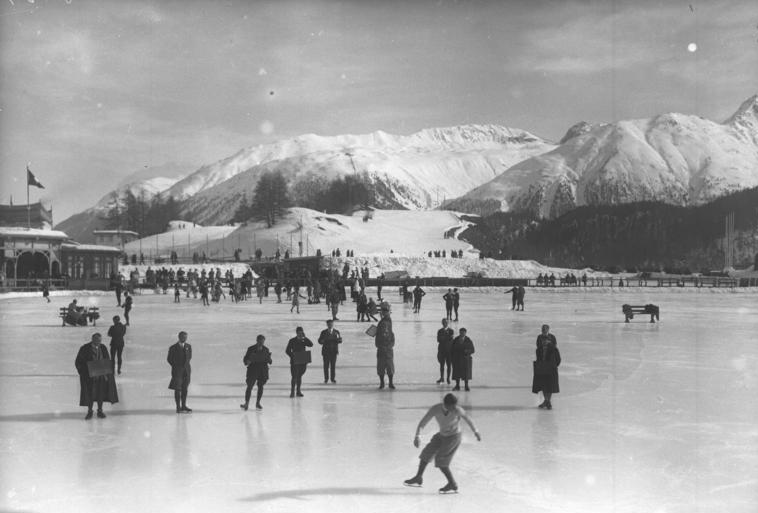
Gillis Grafström é avaliado pelos jurados.

A prova masculina da patinação artística nos Jogos Olímpicos de Inverno de 1928 foi disputada por 17 patinadores de dez países.

## Medalhistas
| Ouro   | SWE Gillis Grafström     |
| Prata  | AUT Willy Böckl          |
| Bronze | BEL Robert van Zeebroeck |

## Classificação final
| Pos. | Atleta                   |
| ---- | ------------------------ |
|      | SWE Gillis Grafström     |
|      | AUT Willy Böckl          |
|      | BEL Robert van Zeebroeck |
| 4    | AUT Karl Schäfer         |
| 5    | TCH Josef Slíva          |
| 6    | FIN Marcus Nikkanen      |
| 7    | FRA Pierre Brunet        |
| 8    | AUT Ludwig Wrede         |
| 9    | GBR John Page            |
| 10   | USA Roger Turner         |
| 11   | USA Sherwin Badger       |
| 12   | GER Paul Franke          |
| 13   | CAN Montgomery Wilson    |
| 14   | GBR Ian Bowhill          |
| 15   | USA Nathaniel Niles      |
| 16   | CAN Jack Eastwood        |
| -    | GER Werner Rittberger    |